# NGC 3236
NGC 3236 é uma galáxia elíptica (E?) localizada na direcção da constelação de Ursa Major. Possui uma declinação de +61° 16' 24" e uma ascensão recta de 10 horas, 26 minutos e 48,4 segundos.
A galáxia NGC 3236 foi descoberta em 25 de Março de 1832 por John Herschel.